# Kinesisk bordtennis
Kinesisk bordtennis er en dansk dokumentarfilm fra 1972 med instruktion og manuskript af Jørgen Leth.

## Handling
En eksperimenterende sportsfilm dels optaget under Scandinavian Open Championships i Halmstad, 1970, dels under de kinesiske bordtennisspilleres opvisningsturné i Danmark umiddelbart efter SOC. Filmen er først og fremmest om kinesernes stil - om de artistiske højdepunkter, når bordtennis er bedst, den registrerer Kinas come-back i den internationale idrætsverden.